# Carbamato

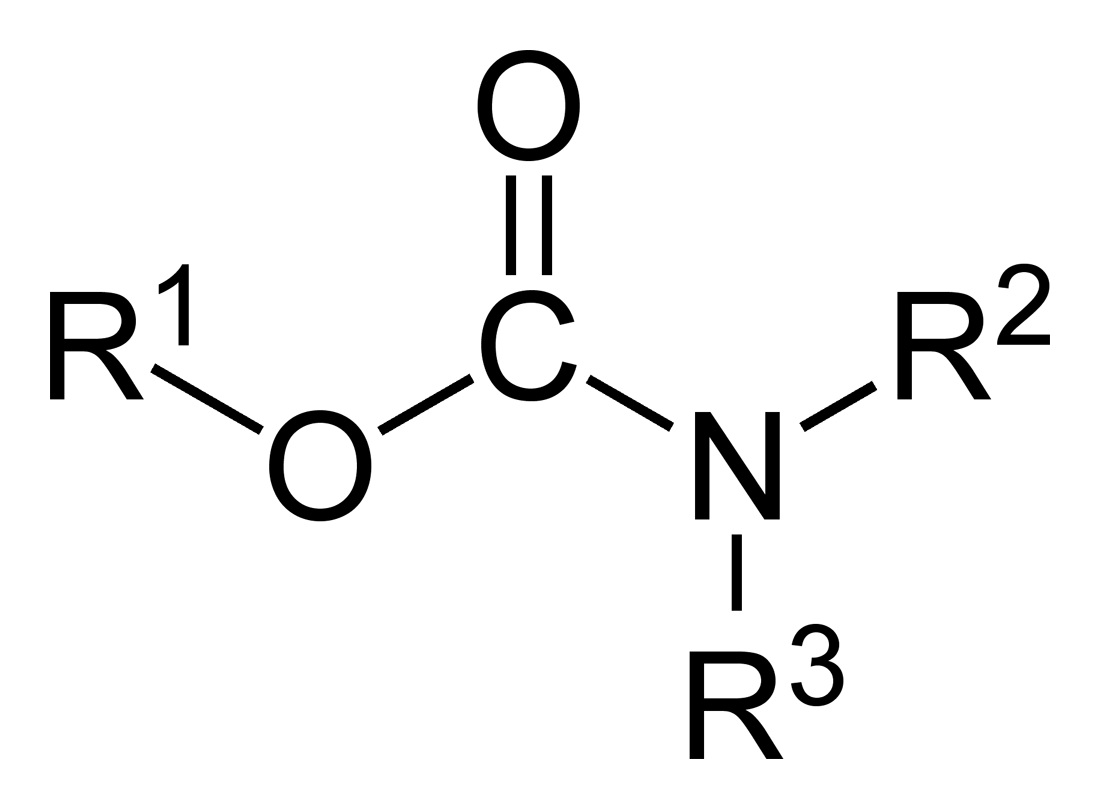
Estructura química de los carbamatos

Los carbamatos son compuestos orgánicos derivados del ácido carbámico (NH2COOH), ácido que no se conoce en estado libre, aunque sí numerosos derivados en forma de sales o de ésteres. Tanto los carbamatos como los ésteres de carbamato y los ácidos carbámicos son grupos funcionales que se encuentran interrelacionados estructuralmente y pueden ser interconvertidos químicamente. Los ésteres de carbamato también se conocen con el nombre uretanos y tienen amplio uso en la industria del plástico. Las unidades de polímeros unidas por grupos de carbamatos divalentes –NH–(C=O)–O– son una familia importante de los plásticos, los poliuretanos.

## Síntesis
Los ácidos carbámicos son derivados de aminas:
{\displaystyle {\ce {R2NH + CO2 -> R2NCO2H}}}
El ácido carbámico es casi tan ácido como el ácido acético. La ionización de un protón genera el anión carbamato, que es la base conjugada del ácido carbámico:
{\displaystyle {\ce {R2NCO2H -> R2NCO2- + H+}}}
El carbamato más sencillo y a la vez más fácil de obtener el carbamato amónico, que se sintetiza por reacción directa entre el amoniaco seco y el dióxido de carbono seco
{\displaystyle {\ce {2NH3 + CO2 -> (NH4)H2NCOO}}}
Los carbamatos también se pueden obtener a partir de la hidrólisis de cloroformamidas:
{\displaystyle {\ce {R2NC(O)Cl + H2O -> R2NCO2H + HCl}}}
También pueden obtenerse por medio de un transposición de Curtius, en el cual se hace reaccionar un isocianato con un alcohol.
{\displaystyle {\ce {RNCO + R'OH -> RNHCO2R'}}}

## Aplicaciones
Es conveniente recalcar que la sal inorgánica carbamato de amonio es producida en gran escala como intermediario químico en la producción del producto agroquímico urea a partir del amoníaco y del dióxido de carbono.

### Los carbamatos en la bioquímica
Los grupos N-amino terminales de los residuos de valina en las cadenas α- β- de la deoxihemoglobina existen en forma de carbamatos. Esto ayuda a estabilizar a la proteína mientras se transforma en deoxihemoglobina y aumenta su tendencia a liberar el oxígeno remanente que aún se encuentra unido a la proteína. La influencia de estos carbamatos en la afinidad de la hemoglobina por el O2 se denomina efecto Bohr.
Los grupos ε-amino de los residuos de lisina en la ureasa y fosfotriesterasa también se presentan como carbamatos. El carbamato derivado del aminoimidazol es un intermediario en la biosíntesis de la inosina. Se genera carbamil fosfato antes que CO2 a partir de la degradación metanogénica del carboxifosfato.

#### Captura del CO2por medio de la ribulosa 1,5-bisfosfato carboxilasa
Pero quizás el más importante carbamato de la naturaleza es el que se encuentra involucrado en la captura del CO2 inorgánico en la fotosíntesis vegetal, ya que este proceso es el inicio de casi todas las cadenas tróficas en la naturaleza y resulta entre otras cosas relevante para el calentamiento global. La enzima RuBisCO (Ribulosa 1,5-bisfosfato carboxilasa/oxigenasa) fija una molécula de dióxido de carbono en forma de carbamato al comienzo del Ciclo de Calvin. En el sitio activo de la enzima, un ion Mg2+ se encuentra unido a unos residuos de los aminoácidos ácido glutámico, ácido aspártico y lisina, esta última en forma de carbamato. El carbamato se forma cuando la cadena lateral de lisina no cargada cercana al ion reacciona con una molécula de dióxido de carbono proveniente del aire, lo que causa que esta adquiera carga y por consiguiente sea capaz de unir al ion Mg2+.

## Carbamatos de uso comercial

### Insecticidas de tipo carbamato

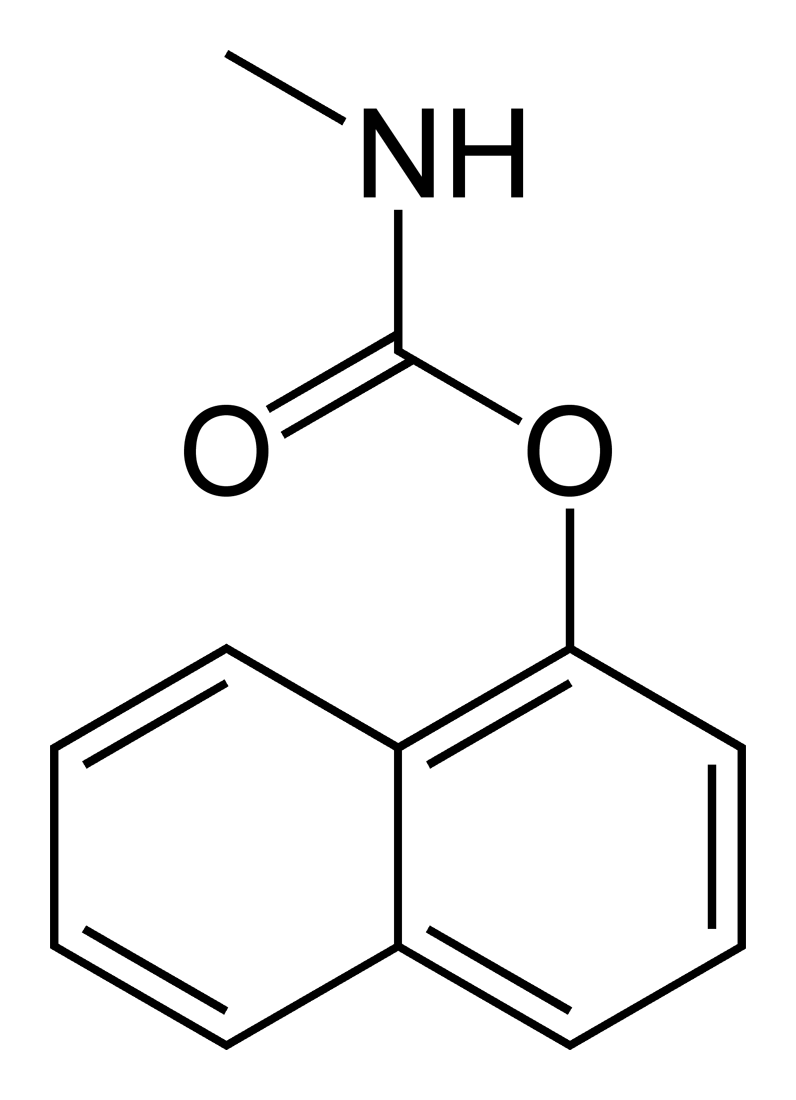
El insecticida carbamato Carbaryl.

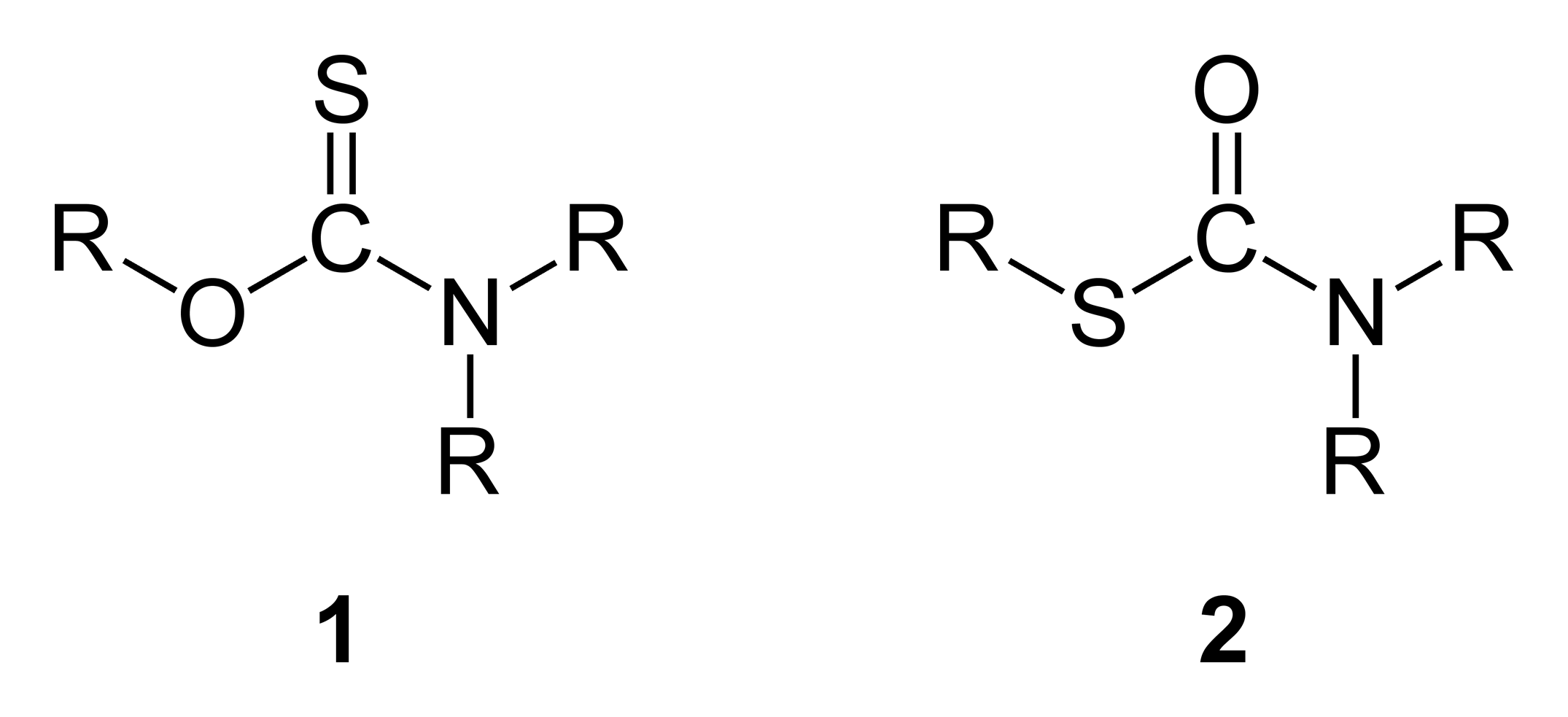
Fórmula estructural general de tiocarbamatos O-organil (1) y S-organil (2)

Los también llamados insecticidas carbamato presentan un grupo funcional formado por un éster carbamato. Incluidos en este grupo se encuentran por ejemplo el aldicarb, carbofurano (Furadan), fenoxycarb, tiocarb, carbaril (Sevin), ethienocarb, y fenobucarb. Estos insecticidas matan insectos causando la inactivacion reversible de la enzima acetilcolinesterasa. Los insecticidas organofosforados también inhiben esta enzima, aunque lo hacen de manera irreversible, y por lo tanto causan un envenenamiento y un síndrome colinérgico mucho más severos.
El repelente para insectos icaridin es un carbamato sustituido.

### Poliuretanos
Los poliuretanos contienen múltiples grupos carbamato como parte de su estructura. El compuesto uretano no es componente de los poliuretanos. Estos compuestos poliméricos presentan un amplio rango de propiedades y se encuentran disponibles comercialmente en forma de espumas. elastómeros y sólidos. Se obtienen haciendo reaccionar diferentes tipos de alcoholes con isocianato:
{\displaystyle {\ce {RN=C=O + R'OH -> RNHC(O)OR'}}}
Los polímeros se obtienen al combinar diferentes diisocianatos, por ejemplo, diisocianato de tolueno y dioles como por ejemplo el bisphenol-A.

### Utilizados en medicina humana
El uretano o etil carbamato fue utilizado hace tiempo atrás en Estados Unidos como agente antineoplásico y para otros propósitos medicinales. Finalmente se encontró que resultaba demasiado tóxico y a la larga inefectivo. También fue utilizado ocasionalmente en medicina veterinaria.
Algunos otros carbamatos son utilizados habitualmente en farmacoterapia, por ejemplo los inhibidores de la colinesterasa neostigmina y rivastigmina, cuyas estructuras químicas se encuentran basadas en el alcaloide natural fisostigmina. Otros ejemplos son el meprobamato y sus derivados tales como el carisoprodol, felbamato, y tibamato. Todos ellos son un grupo de ansiolíticos y relajantes musculares ampliamente utilizados en los años 1960, antes de la aparición de las benzodiacepinas y que aún se utilizan en algunos casos hoy en día. Esto es de importancia en la valoración bioquímica Clínica, en pacientes con enfermedad crónica degenerativa.

## Toxicología
Los carbamatos atacan a la acetilcolinesterasa, mediante una carbamilación reversible, lo que provoca una acumulación de acetilcolina, provocando efectos tanto muscarínicos como nicotínicos, además de efectos en el sistema nervioso central por acción en el cerebro.
Por ejemplo, en las uniones nerviosas colinérgicas con músculo liso, la alta concentración de acetilcolina puede causar contracciones musculares. En las uniones musculares esqueléticas, el exceso de acetilcolina puede producir espasmos, pero también puede debilitar o paralizar la célula al despolarizar la placa terminal. También puede provocar alteraciones sensoriales, descoordinación, depresión de la función motora y respiratoria, que, combinada con un edema pulmonar, suele ser la causa de muerte en caso de envenenamiento.
El resultado de la carbamilación de la acetilcolinesterasa es un complejo que se disocia de una manera mucho más rápida que el complejo resultante de compuestos organofosforados con la misma enzima. Este hecho provoca claras diferencias entre ambos grupos de insecticidas, haciendo que los carbamatos tengan una duración de envenenamiento más corta o que el margen entre la dosis letal y el LOE (nivel más bajo que causa síntomas apreciables) sea mucho más amplio con respecto a los organofosforados. Estas características confirman a los carbamatos como unos insecticidas mucho más seguros y menos dañinos.
Los carbamatos son hidrolizados enzimáticamente por el hígado y se excretan principalmente por acción de los riñones.
Señales y síntomas de envenenamiento:
los síntomas y señales están basados en la estimulación colinérgica excesiva tienden a ser de corta duración debido a la reversibilidad de la unión con la acetilcolinesterasa. El malestar, debilidad muscular, mareo y transpiración son síntomas iniciales de envenenamiento, así como el dolor de cabeza, salivación, náusea, vómito, dolor abdominal y diarrea. Los síntomas iniciales de toxicidad son la depresión del sistema nervioso central, manifestado a través de coma, convulsiones, hipotonía, hipertensión y depresión cardiorrespiratoria, disnea, espasmos y edema pulmonar, siendo los niños más propensos a sufrir estos síntomas en caso de intoxicación.
Tratamiento:
Siempre se ha de proceder con guantes de goma, ya que los de vinilo no sirven como protección en estos casos, además de evitar el contacto directo con el vómito de la víctima o con ropas altamente contaminadas.
Cabe destacar que el tratamiento debe ser inmediato, comienza con la intubación del paciente que puede ser necesaria durante varios días en caso de intoxicación grave, la administración de antropina (sulfato de atropina) por vía intravenosa o muscular para antagonizar los efectos de las concentraciones excesivas de acetilcolina en los receptores muscarínicos.
También se debe realizar un lavado de ojos con abundante agua o una ducha, en caso de que el paciente sufra una intoxicación dérmica. En caso de ingestión será necesario llevar a cabo un lavado de estómago con carbón activado. Por último, el paciente deberá permanecer en vigilancia un mínimo de 24 horas, a fin de detectar una nueva aparición de los síntomas.
De persistir los síntomas graves, como el edema pulmonar, la furosemida podría ser utilizada, siempre en caso de que la antropina ya haya alcanzado su máximo efecto.

## Análogos sulfurados
Hay dos átomos de oxígeno en un carbamato (1), ROC(=O)NR2 y en teoría cualquiera de los dos puede ser reemplazado por azufre. Los análogos de carbamatos en los cuales uno de los dos oxígenos es reemplazado por un átomo de azufre son llamados tiocarbamatos (2 y 3). Los carbamatos en los cuales ambos átomos de oxígeno han sido reemplazados por átomos de azufre se denominan ditiocarbamatos (4), RSC(=S)NR2.
Existen dos tipos de isómeros estructurales del tiocarbamato:
- O-tiocarbamatos (2), ROC(=S)NR2, en los cuales el grupo carbonilo (C=O) es reemplazado por un grupo tiocarbonilo (C=S)
- S-tiocarbamatos (3), RSC(=O)NR2, en los cuales el grupo R–O– es reemplazado por un grupo R–S–

Los O-tiocarbamatos pueden isomerizarse a S-tiocarbamatos, por ejemplo en el rearreglo de Newman-Kwart.

## Acción contaminante, persistencia y degradación
La principal fuente de carbamatos es su uso como herbicidas. La mayoría de los carbamatos tienen una toxicidad baja a moderada, por la reversibilidad de su reacción con la acetilcolinesterasa y su rápida degradación. Las abejas son una excepción ya que son muy sensibles a la presencia de carbamatos. Pueden bioacumularse en peces, si su metabolización es lenta, a pesar de ser inestables en el agua debido a su degradación mediante hidrólisis. Su toxicidad es baja en mamíferos. La mayor parte de sus metabolitos son menos tóxicos y son biodegradados rápidamente.
Su baja presión de vapor hace que se encuentren principalmente adsorbidos en el suelo o en el agua. Pueden ser metabolizados por los microorganismos del suelo mediante hidrólisis u oxidación. La rápida adaptación de los microorganismos a la degradación de los carbamatos puede afectar su persistencia. Los carbamatos absorben luz ultravioleta y los presentes en aguas superficiales pueden ser degradados por la radiación solar. La hidrólisis de los carbamatos produce la liberación del alcohol y la formación del ácido carbámico, este ácido carbámico se descompone posteriormente en la amina y dióxido de carbono.